# 天津奥租界工部局
天津奥租界工部局是设置于天津奥租界内的最高行政机构，也是天津奥租界董事会的执行机构，总部设在天津奥租界。

## 形成
天津奥租界成立之初，租界地由奥匈帝国驻天津的领事馆直接管辖，后来，随着天津奥租界里的侨民逐渐增多，租界里的行政管理权逐渐移交给奥匈帝国本国的侨民，天津奥租界便建立起了自己的行政机构。

## 董事会
天津奥租界设立初期，租界内很少有奥匈帝国公民居住，因此，天津奥租界董事会由奥匈帝国驻天津领事指定6名中国人来组成，奥匈帝国驻天津领事为天津奥租界董事会会长。随着奥匈帝国公民逐渐增多，天津奥租界董事会逐渐成为由奥匈帝国人和华人共同组成，但天津奥租界董事会董事长一职仍由奥匈帝国驻天津总领事担任，天津奥租界的管理权及董事会决定的否决权都由设在布达佩斯的奥匈帝国政府决定。

## 执行机构
天津奥租界工部局下设三处，分别为：警务处、工程处和捐务处，此外还设有1名卫生巡捕长。由于天津奥租界的交通不方便且租界内缺乏相应的运输设备，因此天津奥租界工部局的职责除警务、卫生和道路养护之外没有什么较大的作为。由于天津奥租界没有城市下水道系统，因此粪车和粪桶为天津奥租界内的主要卫生设备，坐落于天津法租界的济安自来水公司和法国电灯公司直接供应天津奥租界居民用水用电。

## 结束
1917年8月14日，中国政府对奥匈帝国宣战的当天，中国军警进驻天津奥租界，该租界被改为天津第二特别区。天津奥租界工部局宣告结束。

## 内部链接
- 工部局
- 天津奥租界
- 天津英租界工部局
- 天津法租界工部局